# Тілугі санта-мартанська
Тілу́гі санта-мартанська (Drymophila hellmayri) — вид горобцеподібних птахів родини сорокушових (Thamnophilidae). Ендемік Колумбії. Вид названий на честь австрійського орнітолога Карла Едуарда Геллмайра. Раніше вважався підвидом колумбійського тілугі.

## Поширення і екологія
Санта-мартанські тілугі є ендеміками гірського масиву Сьєрра-Невада-де-Санта-Марта на півночі Колумбії. Вони живуть в густому підліску вологих гірських тропічних лісів та у високогірних чагарникових і бамбукових заростях. Зустрічаються парами, на висоті від 500 до 1500 м над рівнем моря.

## Збереження
МСОП класифікує стан збереження цього виду як близький до загрозливого. За оцінками дослідників, популяція санта-мартанських тілугі становить приблизно 14 тисяч птахів. Їм загрожує знищення природного середовища.